# Rio Jordão (Iguaçu)
Der Rio Jordão ist ein Fluss im Süden des brasilianischen Bundesstaats Paraná.

## Etymologie und Geschichte
Bei einer der Expeditionen des 18. Jahrhunderts ins Landesinnere fielen einmal mehrere Personen, darunter Oberstleutnant Afonso Botelho, versehentlich in den Fluss. Dieser wurde daraufhin von den Leuten, die sich gegen ihren Willen darin „taufen“ ließen, Jordan genannt, nach dem biblischen Jordan, in dem Jesus Christus getauft wurde. Dies geschah am 15. Dezember 1771.
Jesuitenpriester kamen zusammen mit ihren indianischen Schützlingen auf der Flucht vor den Sklavenjägern aus São Paulo um 1628/30 an die Mündung des Rio Capivarussu (damaliger Name des Rio Jordão) in den Rio Iguaçu. Daraus entstand eine Legende über das Geheimnis verborgener Schätze. Nach der Militärexpedition von Cândido de Almeida Souza von 1770 wurde die Mündung des Rio Capivarussu vermessen.

## Geografie

### Lage
Das Einzugsgebiet des Rio Jordão befindet sich auf dem Terceiro Planalto Paranaense (Dritte oder Guarapuava-Hochebene von Paraná).

### Verlauf
Sein Quellgebiet liegt im Munizip Guarapuava auf 958 m Meereshöhe. Er entsteht aus dem Zusammenfluss von Rio das Pedras und Rio Bananas im städtischen Parque Recreativo do Rio Jordão etwa 5 km südlich der Stadtmitte von Guarapuava in der Nähe der Eisenbahnlinie Ramal de Guarapuava.
Der Fluss verläuft mit vielen Windungen zunächst in westlicher Richtung und schwenkt nach etwa 50 Flusskilometern an der westlichen Munizipgrenze von Guarapuava nach Südwesten.
Er fließt auf der Grenze zwischen den Munizipien Foz do Jordão und Reserva do Iguaçu von rechts in den Rio Iguaçu. Er mündet auf 514 m Höhe. Die Entfernung zwischen Ursprung und Mündung beträgt 77 km. Er ist 156 km lang.

### Munizipien im Einzugsgebiet
Die Liste der Munizipien umfasst nach dem Quellort Guarapuava:
- rechts: Candói, Foz do Jordão
- links: Pinhão, Reserva do Iguaçu

### Zuflüsse
Die wichtigsten der Nebenflüsse sind:
- rechts: Rio das Pedras, Rio Cascavel, Rio Coitinho, Rio Campo Real, Rio Caracu
- links: Rio Bananas, Rio Cadeado, Rio Pinhão, Rio Capão Grande[4]

## Wasserkraftwerke
Nachdem der Rio Jordão das Munizip Guarapuava verlassen hat, speist er mehrere Wasserkraftwerke (portugiesisch: PCH = Pequena Central Hidreletrica):
- PCH Santa Clara
- PCH Salto São Pedro
- PCH Fundão[4]